# Templo de Vernal (Utah)
El Templo de Vernal, Utah, es uno de los templos construidos y operados por la Iglesia de Jesucristo de los Santos de los Últimos Días, el número 51 construido por la iglesia, el número 27 en los Estados Unidos y el número 10 construido en el estado de Utah. Para el momento de su dedicación, el templo de Vernal, capital del Condado de Uintah, era el único templo SUD dedicado en un edificio previamente existente. Posteriormente el templo de Copenhague y el templo de Manhattan también se dedicaron en edificios ya existentes.

## Historia
El edificio del tabernáculo de Vernal fue dedicado por primera vez en 1907, después de siete años de construcción. Desde entonces, el tabernáculo sirvió para reuniones especiales de la Iglesia de Jesucristo de los Santos de los Últimos Días en la localidad, eventos musicales y en ocasiones para reuniones de las congregaciones locales. 
La idea de convertir el Tabernáculo de Vernal en un templo fue propuesta por primera vez por los líderes locales del este de Utah a las autoridades generales de la iglesia SUD, pero finalmente la propuesta fue rechazada por la Primera Presidencia. Se consideraron otras posibilidades hasta que se decidió poner en venta el antiguo edificio. Sin embargo, en 1993 y al no haber compradores, se propuso nuevamente la idea de renovarlo en un templo. En esta ocasión la Primera Presidencia aprobó el proyecto.
Todos los muebles y enseres rescatados del Tabernáculo Uintah se pusieron en venta en una subasta pública el 15 de abril de 1995. Todo lo allí dispuesto se vendió en 3 horas y media.

## Construcción
Los planes para la construcción del templo en Vernal, al este de Utah, se anunciaron en febrero de 1994 mediante una carta dirigida a las autoridades generales del área. La ceremonia de la palada inicial tuvo lugar en junio de 1995, presidido por Gordon B. Hinckley y al que asistieron unas 12.000 personas.
Originalmente, el edificio servía como sede del Tabernáculo de la estaca de Uintah y el este de Utah, abandonado desde hacía 12 años. Fue dedicado para ese propósito el 24 de agosto de 1907 por el entonces presidente de la Iglesia de Jesucristo de los Santos de los Últimos Días, Joseph F. Smith. 
Debido a la estrechez del edificio, la sala de investidura está compuesta por dos etapas, innovación adaptada para el Templo de Vernal y un concepto que desde entonces se ha utilizado en muchos templos más pequeños.
Una residencia construida a inicios del siglo XX en Vernal, la Home Reader de Vernal, se convirtió en la fuente de miles de ladrillos de reemplazo necesarios para restaurar el viejo tabernáculo. El dueño de la residencia, partidario de otra fe, planeaba demoler la antigua casa, y accedió a donarlo a la iglesia en su lugar. Durante dos meses, unos 16.000 ladrillos fueron retirados cuidadosamente de la residencia y llevados al tabernáculo.
La antigua cúpula del Tabernáculo fue removida y reformada para convertirla en un mirador, que fue ubicado en el parque comunitario Valle de Ashley. Se le dio al templo dos cúpulas en lugar de uno. La cúpula oriental del templo de Vernal tiene una réplica del ángel Moroni, que fue añadida el 16 de septiembre de 1996. En un experimento, la estatua había sido inicialmente pintada de color oro. Sin embargo, después de cuatro meses, se decidió que la estatua debería llevar el tradicional acabado de oro.

## Dedicación
El templo SUD de Vernal fue dedicado para sus actividades eclesiásticas en once sesiones, el 2 de noviembre de 1997, por Gordon B. Hinckley, el entonces presidente de la iglesia SUD. Con anterioridad a ello, la iglesia permitió un recorrido público del interior y las instalaciones del templo por dos semanas, desde el 10 al 24 de octubre del mismo año, al que asistieron 120.000 visitantes. Unos 5.400 miembros de la iglesia e invitados asistieron a la ceremonia de dedicación, que incluye una oración dedicatoria. 
El templo de la Iglesia de Jesucristo de los Santos de los Últimos Días de Vernal atiende a unos 15 mil miembros de la Iglesia de Jesucristo de los Santos de los Últimos Días repartidos en 12 estacas del área. El Templo de Vernal Utah fue dedicado en 11 sesiones durante tres días. Hinckley, quien dedicó el templo, recordó a la congregación reunida para la dedicatoria, los sacrificios realizados por los primeros colonos para construir el Tabernáculo de la estaca de Uintah y de la declaración, considerada profética en el folclore mormón, del entonces presidente Joseph F. Smith en la que afirmó que en un futuro habría un templo en el lugar del tabernáculo de Vernal.
El templo de Vernal tiene un total de 3.602 metros cuadrados de construcción sobre un terreno de 0,6 hectáreas, y cuenta con dos salones para las ordenanzas SUD y tres salones de sellamientos matrimoniales.